# Chen Yan
Chen Yan (陳妍T, Chén YánP; Dalian, 27 marzo 1981) è un'ex nuotatrice cinese.

## Carriera
Appena diciassettenne trionfò due volte ai campionati mondiali di nuoto di Perth 1998, conquistando la medaglia d'oro sia nei 400m stile libero sia nei 400m misti.

## Palmarès
- Mondiali:

Pert 1998: oro nei 400m stile libero e nei 400m misti e argento nei 200m misti.
- Mondiali in vasca corta:

Göteborg 1997: oro nella 4x200m stile libero.
- Giochi asiatici

Bangkok 1998: argento nei 200m misti e bronzo nei 400m misti.